# Чемпіонат Шотландії з футболу 2014—2015
Чемпіонат Шотландії з футболу 2014-15 у Прем'єршип — футбольне змагання у найвищому дивізіоні чемпіонату Шотландії. Це 118-ий сезон з моменту заснування турніру. Чемпіонський титул здобув «Селтік».

## Клуби та стадіони
| Абердин                   | Селтік | Данді | Данді Юнайтед        |
| ------------------------- | --- | --- | -------------------- |
| Піттодрі                  | Селтік Парк | Денс Парк | Теннедайс Парк       |
| Місткість: 20,897         | Місткість: 60,355 | Місткість: 11,506 | Місткість: 14,229    |
|                           | | |                      |
| Гамільтон Академікал      | Абердин Данді Юнайтед Данді Сент-Міррен Інвернесс Каледоніан Тісл Кілмарнок Росс Каунті Сент-Джонстон Селтік Гамільтон Мотервелл Партік Тіслclass=notpageimage\| Місцезнаходження команд-учасниць Прем'єршип 2014–15 | Абердин Данді Юнайтед Данді Сент-Міррен Інвернесс Каледоніан Тісл Кілмарнок Росс Каунті Сент-Джонстон Селтік Гамільтон Мотервелл Партік Тіслclass=notpageimage\| Місцезнаходження команд-учасниць Прем'єршип 2014–15 | Сент-Міррен          |
| Нью Дуглас Парк           | Абердин Данді Юнайтед Данді Сент-Міррен Інвернесс Каледоніан Тісл Кілмарнок Росс Каунті Сент-Джонстон Селтік Гамільтон Мотервелл Партік Тіслclass=notpageimage\| Місцезнаходження команд-учасниць Прем'єршип 2014–15 | Абердин Данді Юнайтед Данді Сент-Міррен Інвернесс Каледоніан Тісл Кілмарнок Росс Каунті Сент-Джонстон Селтік Гамільтон Мотервелл Партік Тіслclass=notpageimage\| Місцезнаходження команд-учасниць Прем'єршип 2014–15 | Нью Сент-Міррен Парк |
| Місткість: 6,078          | Абердин Данді Юнайтед Данді Сент-Міррен Інвернесс Каледоніан Тісл Кілмарнок Росс Каунті Сент-Джонстон Селтік Гамільтон Мотервелл Партік Тіслclass=notpageimage\| Місцезнаходження команд-учасниць Прем'єршип 2014–15 | Абердин Данді Юнайтед Данді Сент-Міррен Інвернесс Каледоніан Тісл Кілмарнок Росс Каунті Сент-Джонстон Селтік Гамільтон Мотервелл Партік Тіслclass=notpageimage\| Місцезнаходження команд-учасниць Прем'єршип 2014–15 | Місткість: 8,023     |
|                           | Абердин Данді Юнайтед Данді Сент-Міррен Інвернесс Каледоніан Тісл Кілмарнок Росс Каунті Сент-Джонстон Селтік Гамільтон Мотервелл Партік Тіслclass=notpageimage\| Місцезнаходження команд-учасниць Прем'єршип 2014–15 | Абердин Данді Юнайтед Данді Сент-Міррен Інвернесс Каледоніан Тісл Кілмарнок Росс Каунті Сент-Джонстон Селтік Гамільтон Мотервелл Партік Тіслclass=notpageimage\| Місцезнаходження команд-учасниць Прем'єршип 2014–15 |                      |
| Інвернесс Каледоніан Тісл | Абердин Данді Юнайтед Данді Сент-Міррен Інвернесс Каледоніан Тісл Кілмарнок Росс Каунті Сент-Джонстон Селтік Гамільтон Мотервелл Партік Тіслclass=notpageimage\| Місцезнаходження команд-учасниць Прем'єршип 2014–15 | Абердин Данді Юнайтед Данді Сент-Міррен Інвернесс Каледоніан Тісл Кілмарнок Росс Каунті Сент-Джонстон Селтік Гамільтон Мотервелл Партік Тіслclass=notpageimage\| Місцезнаходження команд-учасниць Прем'єршип 2014–15 | Кілмарнок            |
| Каледоніан                | Абердин Данді Юнайтед Данді Сент-Міррен Інвернесс Каледоніан Тісл Кілмарнок Росс Каунті Сент-Джонстон Селтік Гамільтон Мотервелл Партік Тіслclass=notpageimage\| Місцезнаходження команд-учасниць Прем'єршип 2014–15 | Абердин Данді Юнайтед Данді Сент-Міррен Інвернесс Каледоніан Тісл Кілмарнок Росс Каунті Сент-Джонстон Селтік Гамільтон Мотервелл Партік Тіслclass=notpageimage\| Місцезнаходження команд-учасниць Прем'єршип 2014–15 | Реґбі Парк           |
| Місткість: 7,800          | Абердин Данді Юнайтед Данді Сент-Міррен Інвернесс Каледоніан Тісл Кілмарнок Росс Каунті Сент-Джонстон Селтік Гамільтон Мотервелл Партік Тіслclass=notpageimage\| Місцезнаходження команд-учасниць Прем'єршип 2014–15 | Абердин Данді Юнайтед Данді Сент-Міррен Інвернесс Каледоніан Тісл Кілмарнок Росс Каунті Сент-Джонстон Селтік Гамільтон Мотервелл Партік Тіслclass=notpageimage\| Місцезнаходження команд-учасниць Прем'єршип 2014–15 | Місткість: 18,128    |
|                           | Абердин Данді Юнайтед Данді Сент-Міррен Інвернесс Каледоніан Тісл Кілмарнок Росс Каунті Сент-Джонстон Селтік Гамільтон Мотервелл Партік Тіслclass=notpageimage\| Місцезнаходження команд-учасниць Прем'єршип 2014–15 | Абердин Данді Юнайтед Данді Сент-Міррен Інвернесс Каледоніан Тісл Кілмарнок Росс Каунті Сент-Джонстон Селтік Гамільтон Мотервелл Партік Тіслclass=notpageimage\| Місцезнаходження команд-учасниць Прем'єршип 2014–15 |                      |
| Мотервелл                 | Партік Тісл | Росс Каунті | Сент-Джонстон        |
| Фір-Парк, Мотервелл       | Фірхілл | Вікторія Парк | Макдіармід Парк      |
| Місткість: 13,677         | Місткість: 10,102 | Місткість: 6,541 | Місткість: 10,696    |
|                           | | |                      |

## Перший раунд

### Турнірна таблиця
| М   | Команда                   | І  | В  | Н  | П  | МЗ | МП | РМ  | О  |
| --- | ------------------------- | -- | -- | -- | -- | -- | -- | --- | -- |
| 1.  | Селтік                    | 33 | 25 | 4  | 4  | 70 | 17 | +53 | 79 |
| 2.  | Абердин                   | 33 | 22 | 5  | 6  | 54 | 28 | +26 | 71 |
| 3.  | Інвернесс Каледоніан Тісл | 33 | 17 | 7  | 9  | 46 | 34 | +12 | 58 |
| 4.  | Данді Юнайтед             | 33 | 15 | 4  | 14 | 53 | 49 | +4  | 49 |
| 5.  | Сент-Джонстон             | 33 | 14 | 6  | 13 | 29 | 32 | −3  | 48 |
| 6.  | Данді                     | 33 | 11 | 11 | 11 | 45 | 45 | 0   | 44 |
| 7.  | Гамільтон Академікал      | 33 | 12 | 7  | 14 | 42 | 48 | −6  | 43 |
| 8.  | Партік Тісл               | 33 | 10 | 8  | 15 | 41 | 38 | +3  | 38 |
| 9.  | Кілмарнок                 | 33 | 10 | 8  | 15 | 35 | 46 | −11 | 38 |
| 10. | Росс Каунті               | 33 | 10 | 7  | 16 | 39 | 56 | −17 | 37 |
| 11. | Мотервелл                 | 33 | 9  | 4  | 20 | 33 | 57 | −24 | 31 |
| 12. | Сент-Міррен               | 33 | 6  | 3  | 24 | 22 | 59 | −37 | 21 |

Позначення:
|  | — участь у чемпіонському раунді |
|  | — участь у втішному раунді      |

### Результати
|                           | Абе     | Сел     | Дан     | ДЮн     | Гам     | Інв     | Кіл     | Мот     | Пар     | Рос     | СДж     | СМі     |
| Абердин                   |         | 1-2     | 3-3     | 0-3 1-0 | 3-0     | 3-2 1-0 | 1-0     | 1-0 2-1 | 2-0 0-0 | 3-0 4-0 | 2-0     | 2-2 3-0 |
| Селтік                    | 2-1 4-0 |         | 2-1     | 6-1 3-0 | 0-1 4-0 | 1-0     | 2-0 4-1 | 1-1 4-0 | 1-0 2-0 | 0-0     | 0-1     | 4-1     |
| Данді                     | 2-3 1-1 | 1-1 1-2 |         | 1-4 3-1 | 2-0 1-1 | 1-2     | 1-1 1-0 | 4-1     | 1-1 1-0 | 1-1     | 1-1     | 1-3     |
| Данді Юнайтед             | 0-2     | 2-1     | 6-2     |         | 2-2 1-0 | 1-1     | 3-1     | 1-0 3-1 | 1-0 0-2 | 2-1 1-2 | 2-0 0-2 | 3-0     |
| Гамільтон Академікал      | 3-0 0-3 | 0-2     | 2-1     | 2-3     |         | 0-2     | 0-0     | 5-0     | 3-3     | 4-0 2-2 | 1-0 1-1 | 3-0     |
| Інвернесс Каледоніан Тісл | 0-1     | 1-0 1-1 | 0-0 1-1 | 1-0 2-1 | 4-2     |         | 2-0 3-3 | 3-1     | 0-4     | 1-1     | 2-1 2-0 | 1-0     |
| Кілмарнок                 | 0-2 1-2 | 0-2     | 1-3     | 2-0 3-2 | 1-0     | 1-2     |         | 2-0 1-2 | 3-0 2-2 | 0-3     | 0-1     | 2-1 1-0 |
| Мотервелл                 | 0-2     | 0-1     | 1-3 0-1 | 1-0     | 0-4 4-0 | 0-2 2-1 | 1-1     |         | 1-0     | 2-2     | 0-1 1-1 | 1-0 5-0 |
| Партік Тісл               | 0-1     | 0-3     | 1-1     | 2-2     | 1-2 5-0 | 3-1 1-0 | 1-1     | 3-1 2-0 |         | 4-0 1-3 | 0-0 3-0 | 1-2 0-1 |
| Росс Каунті               | 0-1     | 0-5 0-1 | 2-1 1-0 | 2-3     | 0-1     | 1-3     | 1-2 2-1 | 1-2 3-2 | 1-0     |         | 1-2 1-0 | 1-2     |
| Сент-Джонстон             | 1-0 1-1 | 0-3 1-2 | 0-1 1-0 | 2-1     | 0-1     | 1-0     | 1-2 0-0 | 2-1     | 2-0     | 2-1     |         | 1-2 2-0 |
| Сент-Міррен               | 0-2     | 1-2 0-2 | 0-1 1-2 | 0-3 1-1 | 0-2 1-0 | 0-1 1-2 | 1-2     | 0-1     | 0-1     | 2-2 0-3 | 0-1     |         |

## Чемпіонський раунд

### Турнірна таблиця
| М  | Команда                    | І  | В  | Н  | П  | МЗ | МП | РМ  | О  |
| -- | -------------------------- | -- | -- | -- | -- | -- | -- | --- | -- |
| 1. | Селтік                     | 38 | 29 | 5  | 4  | 84 | 17 | +67 | 92 |
| 2. | Абердин                    | 38 | 23 | 6  | 9  | 57 | 33 | +24 | 75 |
| 3. | Інвернесс Каледоніан Тісл* | 38 | 19 | 8  | 11 | 52 | 42 | +10 | 65 |
| 4. | Сент-Джонстон              | 38 | 16 | 9  | 13 | 34 | 34 | 0   | 57 |
| 5. | Данді Юнайтед              | 38 | 17 | 5  | 16 | 58 | 56 | +2  | 56 |
| 6. | Данді                      | 38 | 11 | 12 | 15 | 46 | 57 | −11 | 45 |

Примітки: 

1. Клуб Інвернесс Каледоніан Тісл візьме участь у Лізі Європи УЄФА 2015—2016 як переможець Кубку Шотландії 2014—2015

Позначення:
|  | — участь у кваліфікаційному раунді Ліги чемпіонів УЄФА 2015—2016 |
|  | — участь у кваліфікаційному раунді Ліги Європи УЄФА 2015—2016    |

### Результати
|                           | Абе | Сел | Дан | ДЮн | Інв | Сен |
| Абердин                   |     | 0-1 | -   | -   | -   | 0-1 |
| Селтік                    | -   |     | 5-0 | -   | 5-0 | -   |
| Данді                     | 1-1 | -   |     | -   | 0-1 | 0-2 |
| Данді Юнайтед             | 1-0 | 0-3 | 3-0 |     | -   | -   |
| Інвернесс Каледоніан Тісл | 1-2 | -   | -   | 3-0 |     | -   |
| Сент-Джонстон             | -   | 0-0 | -   | 1-1 | 1-1 |     |

## Втішний раунд

### Турнірна таблиця
| М  | Команда              | І  | В  | Н  | П  | МЗ | МП | РМ  | О  |
| -- | -------------------- | -- | -- | -- | -- | -- | -- | --- | -- |
| 1. | Гамільтон Академікал | 38 | 15 | 8  | 15 | 50 | 53 | −3  | 53 |
| 2. | Партік Тісл          | 38 | 12 | 10 | 16 | 48 | 44 | +4  | 46 |
| 3. | Росс Каунті          | 38 | 12 | 8  | 18 | 46 | 63 | −17 | 44 |
| 4. | Кілмарнок            | 38 | 11 | 8  | 19 | 44 | 59 | −15 | 41 |
| 5. | Мотервелл            | 38 | 10 | 6  | 22 | 38 | 63 | −25 | 36 |
| 6. | Сент-Міррен          | 38 | 9  | 3  | 26 | 30 | 66 | −36 | 30 |

Позначення:
|  | — участь у плей-оф            |
|  | — клуб, що залишає Прем'єршип |

### Результати
|                      | Гам | Кіл | Мот | Пар | Рос | Сен |
| Гамільтон Академікал |     | -   | 2-0 | 1-1 | -   | 1-0 |
| Кілмарнок            | 2-3 |     | -   | -   | 1-2 | -   |
| Мотервелл            | -   | 3-1 |     | 0-0 | 1-1 | -   |
| Партік Тісл          | -   | 1-4 | -   |     | -   | 3-0 |
| Росс Каунті          | 2-1 | -   | -   | 1-2 |     | 1-2 |
| Сент-Міррен          | -   | 4-1 | 2-1 | -   | -   |     |

## Плей-оф за право грати в Прем'єршип 2015-16

### Чвертьфінал
| Команда 1        | Заг. | Команда 2 | 1-й матч | 2-й матч |
| ---------------- | ---- | --------- | -------- | -------- |
| 9/17 травня 2015 |      |           |          |          |
| Квін оф зе Саут  | 2:3  | Рейнджерс | 1:2      | 1:1      |

### Півфінал
| Команда 1         | Заг. | Команда 2 | 1-й матч | 2-й матч |
| ----------------- | ---- | --------- | -------- | -------- |
| 20/23 травня 2015 |      |           |          |          |
| Рейнджерс         | 2:1  | Гіберніан | 2:0      | 0:1      |

### Фінал
| Команда 1         | Заг. | Команда 2 | 1-й матч | 2-й матч |
| ----------------- | ---- | --------- | -------- | -------- |
| 28/31 травня 2015 |      |           |          |          |
| Рейнджерс         | 1:6  | Мотервелл | 1:3      | 0:3      |

## Бомбардири
| Гравець      | Клуб          | Голи |
| ------------ | ------------- | ---- |
| Адам Руні    | Абердин       | 18   |
| Лі Гриффітс  | Селтік        | 14   |
| Надір Чифтчі | Данді Юнайтед | 14   |
| Грег Стюарт  | Данді         | 13   |